# Kubernis

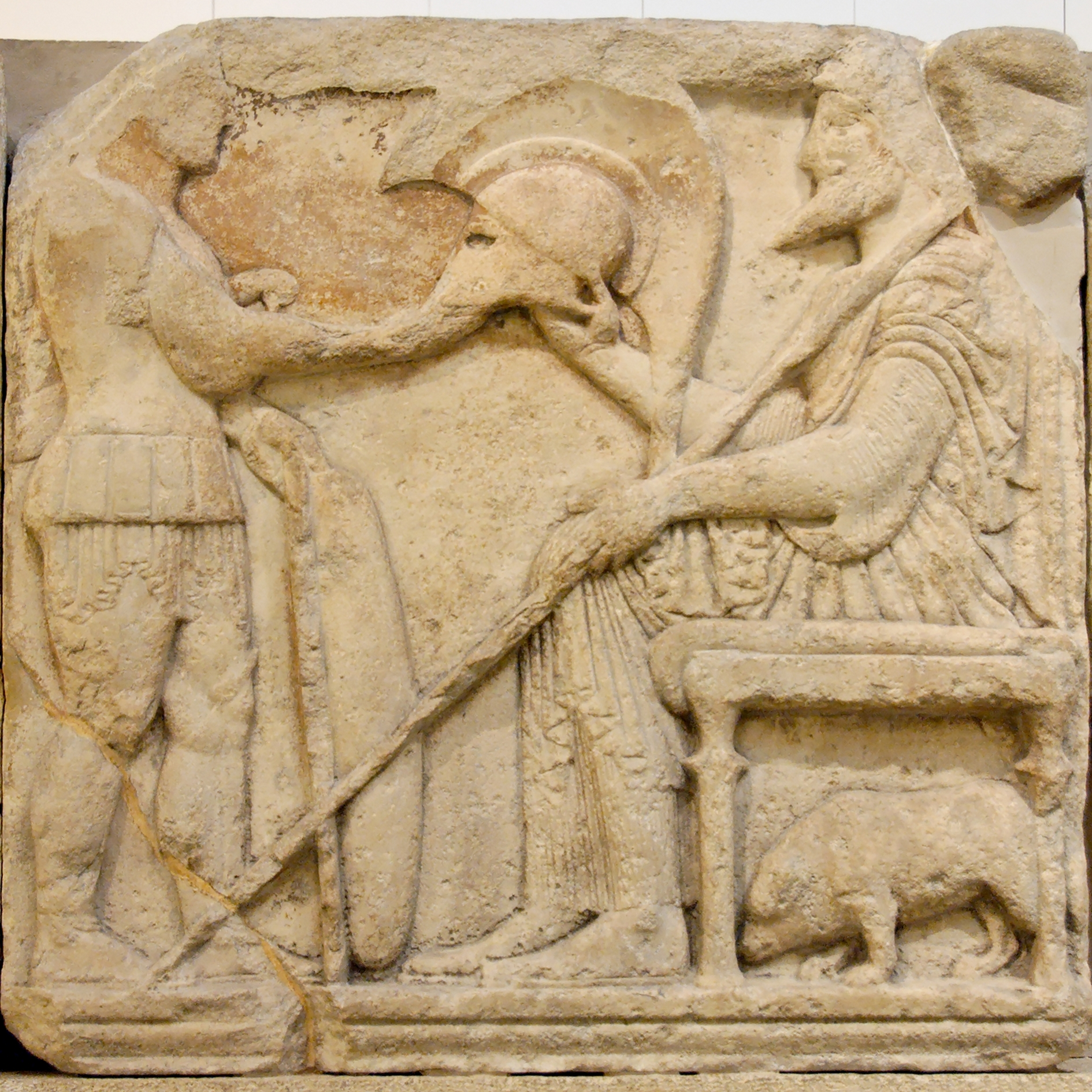
Bajorrelieve de Kubernis, el caudillo licio, en su tumba, el llamado Monumento de las Harpías cuyos relieves esculpidos se encuentran en el (Museo Británico).

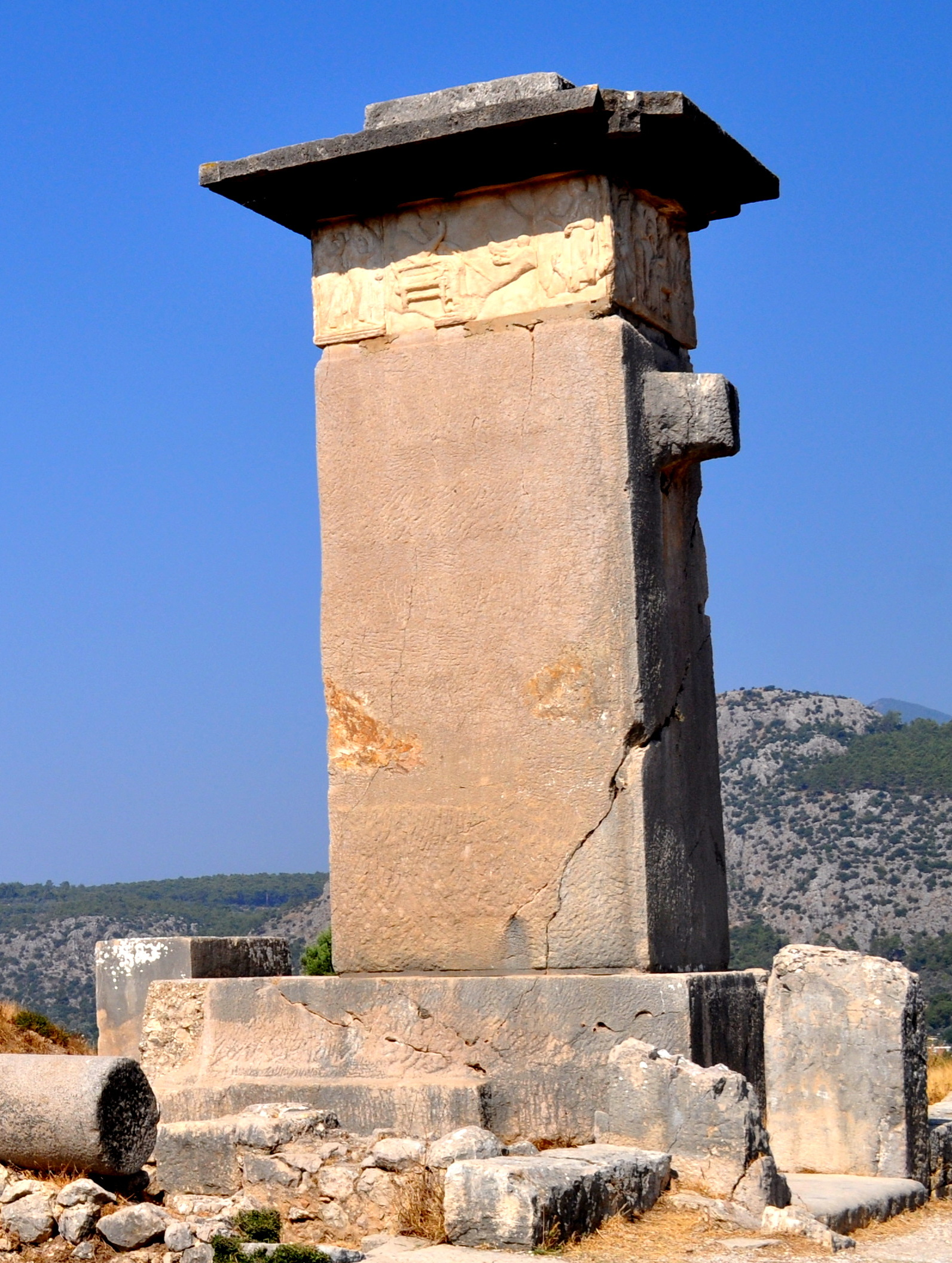
El Monumento de las Harpías, un pilar monolítico de piedra arenisca con el sarcófago de Kubernis en lo alto, in situ. Los paneles son una reproducción; los originales están en el Museo Británico).

Kubernis (gobernó en 520-480 a. C.), abreviado como KUB en sus monedas en licio, llamado Cibernisco hijo de Sicas por Heródoto, fue un gobernante de Licia, de comienzos de la época en que se hallaba bajo la dominación del Imperio persa. Es más conocido por su tumba, el llamado Monumento de las Harpías, cuyos paneles decorativos se encuentran en el Museo Británico.
Sabemos por Heródoto que Kubernis sirvió a las órdenes de Jerjes I durante la segunda guerra médica circa 480 a. C. Participó con 50 barcos. Sus soldados estaban equipados con corazas, gorros de fieltro con plumas y capas hechas de piel de cabra. Eran arqueros y hoplitas, llevaban jabalinas, dagas y espadas curvas (Heródoto 7.92).

Los sujetos de mayor nombre después de los generales que venían embarcados eran el sidonio Tetramnesto, hijo de Amiso; el tirio Mapen, hijo de Siromo; el aradio Mérbalo, hijo de Agabalo; el cilicio Sienesis, hijo de Oromedonte; el licio Cibernisco, hijo de Sica; los dos chipriotas Gorgo, hijo de Quersis, y Timonax, hijo de Timágoras, y tres carios, Histieo hijo de Timnes, Pigres hijo de Seldomo, y Damasitimo hijo de Candaules.
Heródoto (7.98).

Se da por hecho que Kubernis desapareció en la Batalla de Salamina (480 a. C.), junto con una gran parte de la flota persa.